# Вранско
Вранско (болг. Вранско) — село в Болгарии. Находится в Кырджалийской области, входит в общину Крумовград. Население составляет 645 человек.

## Политическая ситуация
В местном кметстве Вранско, в состав которого входит Вранско, должность кмета (старосты) исполняет Джайде Идрис Ходжа (Движение за права и свободы (ДПС)) по результатам выборов.
Кмет (мэр) общины Крумовград — Себихан Керим Мехмед (Движение за права и свободы (ДПС)) по результатам выборов.